# Güglingen
Güglingen  est une ville de Bade-Wurtemberg (Allemagne), située dans l'arrondissement de Heilbronn, dans la Région de Heilbronn-Franconie, dans le district de Stuttgart.

## Héraldique
Les armoiries de la ville représentent une gugel.

## Monuments et lieux d'intérêt
- Les Mithraea de Güglingen